# Heça Aual Coistão
Heça Aual Coistão (em persa: ولسوالی حصه اول کوهستان; romaniz.: Šahrestâne Hesa Awal Kuhistân) é um distrito da província de Capisa, no Afeganistão, fundado com a divisão do distrito de Coistão. Segundo censo de 2017, havia 35 006 habitantes.